# Metal Slug Defense
Metal Slug Defense (メタルスラッグディフェンス?, Metaru Suraggu Defensu) è un videogioco di strategia tower defense a tema guerra, distribuito per piattaforme mobili il 30 aprile 2014 e per Windows il 1º maggio 2015 su Steam. Il gioco è uno spin-off free-to-play della serie Metal Slug.

## Modalità di gioco
Il gioco consiste nel raccogliere un numero di unità militari diverse - che variano da veicoli corazzati aerei o terrestri a fanti ed armi balistiche o esplosive - per schierarle sul campo di battaglia ed utilizzarle per difendere la propria postazione (un bunker sotterraneo) ed abbattere quella nemica. A sua volta, il nemico potrà schierare le sue unità militari e sfruttarne le potenzialità per sconfiggere il giocatore e fargli perdere la partita. Ogni unità è dotata di un attacco speciale da attivare, cliccando sull'icona, al momento giusto.
La quantità di unità militari selezionabili dal giocatore, prima di avviare la partita, dipende dalla tipologia delle unità stesse - le quali sono sbloccabili con l'avanzamento nel gioco (determinato dal compimento di più missioni secondarie o principali).
La campagna giocabile in giocatore singolo era composta alla pubblicazione del gioco da più di 100 livelli.
Il gioco possiede inoltre una modalità multigiocatore che permette di giocare contro altri utenti dal resto del mondo - singolarmente o in gruppo con giocatori alleati.

## Accoglienza
| Testata                          | Versione     | Giudizio |
| -------------------------------- | ------------ | -------- |
| Metacritic (media al 27-05-2020) | iOS          | 6.9/10   |
| Everyeye.it                      | Android, iOS | 6.5/10   |
| SpazioGames                      | Windows      | 5.5/10   |
| Multiplayer.it                   | iOS, Android | 7.7/10   |

Il videogioco è stato accolto freddamente dalla critica. L'aggregatore di recensioni Metacritic segnala un punteggio di 69/100 basato su 10 recensioni per la versione mobile.
Il sito Everyeye.it ha assegnato alla versione mobile un punteggio di 6.5 su 10, affermando nella recensione che il gameplay è vario, ben pensato e tattico, ma lamentandosi del bilanciamento della componente free-to-play che vede un eccessivo ricorso alle microtransazioni.
Il sito Multiplayer.it ha assegnato alla versione mobile un punteggio di 7.7 su 10, lodando la caratterizzazione del gameplay, la presenza di numerose missioni e dell'online e l'utilizzo di grafiche e sonoro provenienti dalla serie originale, ma lamentandosi dell'interfaccia e dei comandi touch screen confusionari.
Il sito Spaziogames.it ha invece recensito la versione per PC, assegnandogli un punteggio di 5.5 su 10, lodando il gameplay e le atmosfere fedeli alla serie originale, ma lamentandosi delle microtransazioni, dell'interfaccia scomoda e della bassa qualità del porting da mobile a PC.